# Estación de Serpins
La Estación Ferroviária de Serpins es una plataforma ferroviaria desactivada del Ramal da Lousã, que servía a la localidad de Serpins, en el Distrito de Coímbra, en Portugal.

## Historia

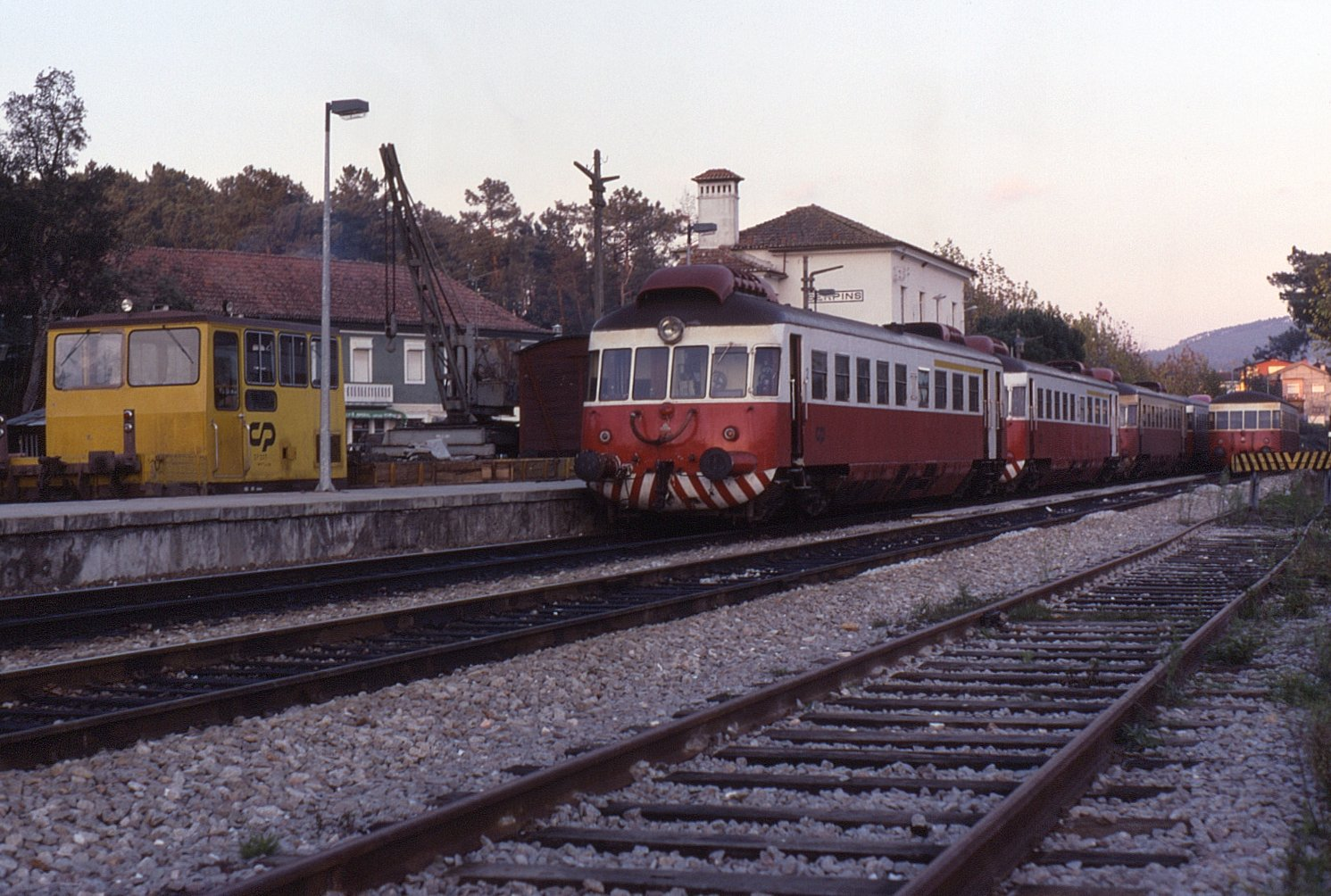
Estación de Serpins, en 1990.

### Apertura al servicio
El tramo entre Lousã y Serpins del Ramal da Lousã entró en servicio el 10 de agosto de 1930, por la Compañía Real de los Caminhos de Ferro Portugueses.

### SigloXXI
En febrero de 2009, la circulación en el Ramal da Lousã fue temporalmente suspendida para la realización de obras, siendo los servicios sustituidos por autobuses.
El tramo entre Serpins y Miranda do Corvo fue cerrado el 1 de diciembre de 2009, para las obras de construcción del Metro Mondego.